# Championnat de Russie de football de deuxième division 2012-2013
Navigation
Édition précédente Édition suivante
La saison 2012-2013 de FNL est la vingt-et-unième édition de la deuxième division russe. C'est la deuxième édition à suivre un calendrier « automne-printemps » à cheval sur deux années civiles. Elle prend place du 9 juillet 2012 au 26 mai 2013.
Dix-sept clubs du pays sont regroupés au sein d'une poule unique où ils s'affrontent à deux reprises, à domicile et à l'extérieur. En fin de saison, les deux derniers du classement sont relégués en troisième division tandis que les deux premiers sont directement promus en première division, alors que le troisième et le quatrième doivent disputer un barrage de promotion face au treizième et au quatorzième du premier échelon.
L'Oural Iekaterinbourg remporte la compétition et est promu en première division. Il est accompagné du Tom Tomsk qui termine second tandis que le Spartak Naltchik et le SKA-Energia Khabarovsk, barragistes, échouent lors de leurs barrages respectifs.
À l'autre bout du classement, le Volgar Astrakhan est relégué en tant que lanterne rouge, accompagné par le FK Khimki. Le Metallourg-Kouzbass Novokouznetsk, quinzième et première non-relégable, quitte quant à lui la compétition volontairement à l'issue de la saison en raison de ses difficultés financières.
Le meilleur buteur de la compétition est Spartak Gogniev de l'Oural Iekaterinbourg avec dix-sept buts inscrits. Il est suivi par le joueur du Neftekhimik Nijnekamsk Igor Portniaguine qui en a inscrit seize tandis que le troisième Andreï Miazine du Petrotrest Saint-Pétersbourg en comptabilise quatorze.

## Participants
Un total de dix-sept équipes participent au championnat, neuf d'entre elles étant déjà présentes la saison précédente, auxquelles s'ajoutent deux relégués de première division, le Spartak Naltchik et Tom Tomsk, ainsi que six promus de troisième division, que sont le Metallourg-Kouzbass Novokouznetsk, le Neftekhimik Nijnekamsk, le FK Oufa, le Petrotrest Saint-Pétersbourg, le Rotor Volgograd et le Saliout Belgorod, qui remplacent les promus et relégués de l'édition précédente.
Parmi ces clubs, le SKA-Energia Khabarovsk est celui présent depuis le plus longtemps avec une participation ininterrompue en deuxième division depuis 2002, suivi de l'Oural Iekaterinbourg présent depuis 2005 et du Baltika Kaliningrad prenant part à la compétition depuis 2006.
La pré-saison est notamment marquée par une multitude de retraits de clubs connaissant des difficultés financières, ainsi le Dinamo Briansk, le Kamaz Naberejnye Tchelny, le FK Nijni Novgorod et le Torpedo Vladimir quittent tous la compétition entre les mois de mai et juillet,. Ces retraits ne sont compensés que par l'arrivée du FK Oufa, deuxième du groupe Oural-Povoljié de la troisième division. Le championnat ne se joue ainsi qu'à dix-sept équipes, au lieu de vingt comme prévu initialement. Par conséquent, seules deux équipes sont reléguées en fin de saison au lieu de cinq.
Légende des couleurs
- Relégué de première division
- Promu de troisième division

| Club                              | D2 depuis | Classement 2011-2012   | Entraîneur            | Stade             | Capacité théorique |
| --------------------------------- | --------- | ---------------------- | --------------------- | ----------------- | ------------------ |
| Tom Tomsk                         | 2012      | 15 (D1)                | Sergueï Perednia      | Stade Troud       | 10 000             |
| Spartak Naltchik                  | 2012      | 16 (D1)                | Timour Chipchev       | Stade Spartak     | 14 149             |
| Chinnik Iaroslavl                 | 2009      | 4                      | Aleksandr Pobegalov   | Stade Chinnik     | 22 900             |
| Oural Iekaterinbourg              | 2005      | 6                      | Pavel Goussev (en)    | Stade central     | 27 000             |
| Sibir Novossibirsk                | 2011      | 7                      | Dariusz Kubicki       | Stade Spartak     | 12 500             |
| Torpedo Moscou                    | 2011      | 8                      | Boris Ignatiev        | Stade Saturn      | 16 500             |
| Ienisseï Krasnoïarsk              | 2011      | 10                     | Aleksandr Alfiorov    | Stade central     | 22 500             |
| SKA-Energia Khabarovsk            | 2002      | 11                     | Giorgi Daraselia (en) | Stade Lénine      | 15 200             |
| FK Khimki                         | 2010      | 13                     | Valeri Petrakov       | Stade Rodina      | 5 083              |
| Volgar Astrakhan                  | 2009      | 14                     | Iouri Gazzaïev        | Stade central     | 21 500             |
| Baltika Kaliningrad               | 2006      | 15                     | Ievgueni Perevertaïlo | Stade Baltika     | 14 660             |
| Saliout Belgorod                  | 2012      | 1 (D3, Centre)         | Sergueï Tachouïev     | Stade Saliout     | 12 000             |
| Metallourg-Kouzbass Novokouznetsk | 2012      | 1 (D3, Est)            | Vladimir Fedotov      | Stade Metallourg  | 10 200             |
| Petrotrest Saint-Pétersbourg (ru) | 2012      | 1 (D3, Ouest)          | Boris Jouravliov (en) | MSA Petrovski     | 2 809              |
| Neftekhimik Nijnekamsk            | 2012      | 1 (D3, Oural-Povoljié) | Dmitri Ogaï (en)      | Stade Neftekhimik | 3 200              |
| Rotor Volgograd                   | 2012      | 1 (D3, Sud)            | Valeri Bourlatchenko  | Stade central     | 32 120             |
| FK Oufa                           | 2012      | 2 (D3, Oural-Povoljié) | Igor Kolyvanov        | Stade Dynamo      | 4 500              |

### Changements d'entraîneurs
| Club                              | Entraîneur partant         | Date de départ   | Entraîneur arrivant        | Date d'arrivée   |
| --------------------------------- | -------------------------- | ---------------- | -------------------------- | ---------------- |
| FK Khimki                         | Aleksandr Tarkhanov        | 2 août 2012      | Omari Tetradze             | 3 août 2012      |
| FK Khimki                         | Omari Tetradze             | 24 octobre 2012  | Valeri Petrakov            | 25 octobre 2012  |
| Torpedo Moscou                    | Mikhaïl Belov (en)         | 14 novembre 2012 | Boris Ignatiev             | 22 novembre 2012 |
| Chinnik Iaroslavl                 | Iouri Gazzaïev             | 14 décembre 2012 | Aleksandr Pobegalov        | 20 décembre 2012 |
| Volgar Astrakhan                  | Khazret Dychekov (en)      | 14 décembre 2012 | Iouri Gazzaïev             | 24 décembre 2012 |
| SKA-Energia Khabarovsk            | Aleksandr Grigoryan        | 25 décembre 2012 | Giorgi Daraselia (en)      | 1er janvier 2013 |
| Sibir Novossibirsk                | Sergueï Iouran             | 16 mars 2013     | Dariusz Kubicki            | 21 mars 2013     |
| Petrotrest Saint-Pétersbourg (ru) | Leonid Tkachenko (en)      | 27 mars 2013     | Sergueï Dmitriev (intérim) | 28 mars 2013     |
| Petrotrest Saint-Pétersbourg (ru) | Sergueï Dmitriev (intérim) | 29 avril 2013    | Boris Jouravliov (en)      | 30 avril 2013    |

## Compétition

### Classement
Le classement est établi sur le barème classique de points (victoire à 3 points, match nul à 1, défaite à 0). Pour départager les équipes à égalité de points, on utilise les critères suivants :
1. Nombre de matchs gagnés
2. Confrontations directes (points, matchs gagnés, différence de buts, buts marqués, buts marqués à l'extérieur)
3. Différence de buts générale
4. Buts marqués (général)
5. Buts marqués à l'extérieur (général)

| Rang | Équipe                            | Pts | J  | G  | N  | P  | Bp | Bc | Diff |
| ---- | --------------------------------- | --- | -- | -- | -- | -- | -- | -- | ---- |
| 1    | Oural Iekaterinbourg              | 68  | 32 | 19 | 11 | 2  | 61 | 18 | +43  |
| 2    | Tom Tomsk R                       | 65  | 32 | 19 | 8  | 5  | 57 | 34 | +23  |
| 3    | Spartak Naltchik R                | 53  | 32 | 15 | 8  | 9  | 32 | 27 | +5   |
| 4    | SKA-Energia Khabarovsk            | 52  | 32 | 13 | 13 | 6  | 36 | 26 | +10  |
| 5    | Baltika Kaliningrad               | 50  | 32 | 14 | 8  | 10 | 40 | 33 | +7   |
| 6    | FK Oufa P                         | 48  | 32 | 13 | 9  | 10 | 31 | 30 | +1   |
| 7    | Neftekhimik Nijnekamsk P          | 47  | 32 | 13 | 8  | 11 | 44 | 40 | +4   |
| 8    | Sibir Novossibirsk                | 45  | 32 | 12 | 9  | 11 | 34 | 38 | -4   |
| 9    | Rotor Volgograd                   | 41  | 32 | 11 | 8  | 13 | 27 | 26 | +1   |
| 10   | Ienisseï Krasnoïarsk              | 39  | 32 | 9  | 12 | 11 | 30 | 31 | -1   |
| 11   | Chinnik Iaroslavl                 | 39  | 32 | 9  | 12 | 11 | 28 | 33 | -5   |
| 12   | Petrotrest Saint-Pétersbourg P    | 35  | 32 | 10 | 5  | 17 | 28 | 43 | -15  |
| 13   | Saliout Belgorod                  | 35  | 32 | 8  | 11 | 13 | 25 | 31 | -6   |
| 14   | Torpedo Moscou                    | 33  | 32 | 6  | 15 | 11 | 29 | 38 | -9   |
| 15   | Metallourg-Kouzbass Novokouznetsk | 30  | 32 | 8  | 6  | 18 | 19 | 40 | -21  |
| 16   | FK Khimki                         | 28  | 32 | 6  | 10 | 16 | 23 | 40 | -17  |
| 17   | Volgar Astrakhan                  | 26  | 32 | 5  | 11 | 16 | 23 | 39 | -16  |

Promotion en première division
- 1er et 2e : promotion
- 3e et 4e : barrage de promotion

Relégation en troisième division
- 15e : rétrogradation
- 16e et 17e : relégation

Abréviations
- R : Relégué de première division
- P : Promu de troisième division

1. ↑  Le Metallourg-Kouzbass Novokouznetsk quitte le championnat à l'issue de la saison en raison de ses problèmes financiers[5].

### Résultats
| Résultats (▼dom., ►ext.)     | BAL | KHI | MKN | NEF | PSP | ROT | SAL | CHI | SIB | SKA | SPA | TOM | TOR | OUF | OUR | VOL | IEN |
| Baltika Kaliningrad          |     | 1-1 | 1-0 | 0-0 | 2-0 | 0-1 | 2-0 | 0-0 | 0-3 | 1-1 | 1-0 | 1-3 | 3-1 | 1-1 | 0-2 | 2-0 | 3-0 |
| FK Khimki                    | 1-2 |     | 0-0 | 0-0 | 1-0 | 1-0 | 0-2 | 0-0 | 0-0 | 0-2 | 2-1 | 1-2 | 2-4 | 0-1 | 0-0 | 2-4 | 1-2 |
| MK Novokouznetsk             | 2-5 | 0-0 |     | 3-1 | 0-0 | 2-1 | 1-0 | 1-0 | 1-0 | 1-0 | 0-0 | 2-3 | 1-3 | 0-1 | 0-0 | 1-0 | 1-0 |
| Neftekhimik Nijnekamsk       | 1-0 | 1-2 | 2-1 |     | 2-0 | 0-2 | 3-0 | 1-2 | 0-1 | 1-1 | 3-0 | 3-3 | 2-0 | 1-0 | 2-2 | 3-1 | 1-0 |
| Petrotrest Saint-Pétersbourg | 0-1 | 0-0 | 3-1 | 0-1 |     | 0-3 | 1-1 | 3-1 | 3-2 | 1-2 | 0-2 | 1-3 | 1-0 | 2-1 | 0-0 | 1-0 | 2-1 |
| Rotor Volgograd              | 3-0 | 1-0 | 1-0 | 2-1 | 2-0 |     | 0-1 | 0-0 | 2-0 | 1-2 | 0-1 | 1-0 | 0-0 | 0-1 | 0-4 | 3-1 | 0-1 |
| Saliout Belgorod             | 2-2 | 0-1 | 1-0 | 2-0 | 0-1 | 1-0 |     | 0-0 | 1-2 | 0-1 | 0-1 | 1-1 | 1-1 | 1-1 | 0-1 | 2-2 | 2-1 |
| Chinnik Iaroslavl            | 0-2 | 0-1 | 2-0 | 2-1 | 1-0 | 1-0 | 1-0 |     | 0-0 | 2-2 | 0-1 | 2-1 | 3-2 | 1-0 | 1-1 | 1-1 | 0-0 |
| Sibir Novossibirsk           | 3-1 | 2-1 | 1-0 | 1-2 | 2-0 | 1-1 | 1-1 | 2-2 |     | 1-0 | 0-0 | 0-2 | 1-1 | 0-1 | 1-3 | 1-0 | 0-3 |
| SKA-Energia Khabarovsk       | 1-0 | 4-0 | 1-0 | 0-0 | 2-1 | 1-1 | 0-3 | 2-0 | 1-2 |     | 1-0 | 1-1 | 1-1 | 0-0 | 0-2 | 3-1 | 1-0 |
| Spartak Naltchik             | 2-0 | 1-0 | 1-0 | 1-3 | 0-2 | 1-1 | 0-0 | 3-2 | 2-0 | 1-0 |     | 2-0 | 2-1 | 1-0 | 3-2 | 3-1 | 0-2 |
| Tom Tomsk                    | 2-2 | 3-2 | 2-0 | 4-3 | 2-1 | 3-0 | 2-0 | 3-1 | 2-0 | 2-2 | 1-1 |     | 2-1 | 0-0 | 3-2 | 1-0 | 2-0 |
| Torpedo Moscou               | 1-1 | 0-0 | 1-1 | 2-3 | 1-0 | 0-0 | 0-1 | 1-0 | 1-1 | 0-0 | 1-1 | 1-0 |     | 2-2 | 2-3 | 0-0 | 0-0 |
| FK Oufa                      | 0-2 | 3-2 | 2-0 | 2-0 | 1-2 | 1-0 | 1-1 | 2-1 | 1-1 | 1-1 | 1-0 | 0-2 | 3-0 |     | 0-2 | 1-1 | 1-2 |
| Oural Iekaterinbourg         | 1-0 | 1-0 | 6-0 | 3-0 | 4-0 | 1-1 | 2-0 | 0-0 | 5-2 | 1-1 | 0-0 | 2-0 | 3-0 | 4-0 |     | 1-0 | 1-1 |
| Volgar Astrakhan             | 0-2 | 1-1 | 1-0 | 1-1 | 3-2 | 1-0 | 1-0 | 1-1 | 0-1 | 0-1 | 0-0 | 0-1 | 0-1 | 0-1 | 1-1 |     | 1-1 |
| Ienisseï Krasnoïarsk         | 1-2 | 2-1 | 1-0 | 2-2 | 1-1 | 0-0 | 1-1 | 2-1 | 1-2 | 1-1 | 3-1 | 1-1 | 0-0 | 0-1 | 0-1 | 0-0 |     |

### Barrages de promotion
Les troisième et quatrième du championnat, le Spartak Naltchik et le SKA-Energia Khabarovsk, affrontent respectivement le quatorzième et le treizième de la première division à la fin de la saison dans le cadre d'un barrage aller-retour.
Le SKA-Energia Khabarovsk est largement battu lors de sa confrontation face au FK Rostov, subissant deux défaites lors des deux manches, d'abord 2-0 à Rostov avant d'être battu 1-0 chez lui. Le Spartak Naltchik est quant à lui confronté au Krylia Sovetov Samara, chez qui il subit également dans un premier temps une défaite 2-0 avant d'être largement battu à domicile sur le score de 5-2. Les deux clubs de deuxième division échouent donc à la promotion tandis que ceux du premier échelon se maintiennent.
| Équipe                     | Aller | Total | Retour | Équipe                      |
| -------------------------- | ----- | ----- | ------ | --------------------------- |
| FK Rostov (D1)             | 2 - 0 | 3 - 0 | 1 - 0  | (D2) SKA-Energia Khabarovsk |
| Krylia Sovetov Samara (D1) | 2 - 0 | 7 - 2 | 5 - 2  | (D2) Spartak Naltchik       |

## Statistiques

### Domicile et extérieur
| Rang | Équipe                            | Pts | J  | G  | N  | P | Bp | Bc | Diff |
| ---- | --------------------------------- | --- | -- | -- | -- | - | -- | -- | ---- |
| 1    | Tom Tomsk                         | 40  | 16 | 12 | 4  | 0 | 34 | 15 | +19  |
| 2    | Oural Iekaterinbourg              | 38  | 16 | 11 | 5  | 0 | 35 | 5  | +30  |
| 3    | Spartak Naltchik                  | 35  | 16 | 11 | 2  | 3 | 23 | 14 | +9   |
| 4    | Neftekhimik Nijnekamsk            | 30  | 16 | 9  | 3  | 4 | 26 | 15 | +11  |
| 5    | SKA-Energia Khabarovsk            | 29  | 16 | 8  | 5  | 3 | 19 | 12 | +7   |
| 6    | Chinnik Iaroslavl                 | 29  | 16 | 8  | 5  | 3 | 17 | 12 | +5   |
| 7    | Metallourg-Kouzbass Novokouznetsk | 28  | 16 | 8  | 4  | 4 | 16 | 14 | +2   |
| 8    | Rotor Volgograd                   | 26  | 16 | 8  | 2  | 6 | 16 | 12 | +4   |
| 9    | Baltika Kaliningrad               | 26  | 16 | 7  | 5  | 4 | 18 | 13 | +5   |
| 10   | FK Oufa                           | 25  | 16 | 7  | 4  | 5 | 20 | 17 | +3   |
| 11   | Petrotrest Saint-Pétersbourg      | 24  | 16 | 7  | 3  | 6 | 18 | 19 | -1   |
| 12   | Sibir Novossibirsk                | 23  | 16 | 6  | 5  | 5 | 17 | 18 | -1   |
| 13   | Ienisseï Krasnoïarsk              | 20  | 16 | 4  | 8  | 4 | 16 | 15 | +1   |
| 14   | Torpedo Moscou                    | 19  | 16 | 3  | 10 | 3 | 13 | 13 | 0    |
| 15   | Saliout Belgorod                  | 18  | 16 | 4  | 6  | 6 | 14 | 15 | -1   |
| 16   | Volgar Astrakhan                  | 18  | 16 | 4  | 6  | 6 | 11 | 14 | -3   |
| 17   | FK Khimki                         | 14  | 16 | 3  | 5  | 8 | 11 | 20 | -9   |

| Rang | Équipe                            | Pts | J  | G | N | P  | Bp | Bc | Diff |
| ---- | --------------------------------- | --- | -- | - | - | -- | -- | -- | ---- |
| 1    | Oural Iekaterinbourg              | 30  | 16 | 8 | 6 | 2  | 26 | 13 | +13  |
| 2    | Tom Tomsk                         | 25  | 16 | 7 | 4 | 5  | 23 | 19 | +4   |
| 3    | Baltika Kaliningrad               | 24  | 16 | 7 | 3 | 6  | 22 | 20 | +2   |
| 4    | FK Oufa                           | 23  | 16 | 6 | 5 | 5  | 11 | 13 | -2   |
| 5    | SKA-Energia Khabarovsk            | 23  | 16 | 5 | 8 | 3  | 17 | 14 | +3   |
| 6    | Sibir Novossibirsk                | 22  | 16 | 6 | 4 | 6  | 17 | 20 | -3   |
| 7    | Ienisseï Krasnoïarsk              | 19  | 16 | 5 | 4 | 7  | 14 | 16 | -2   |
| 8    | Spartak Naltchik                  | 18  | 16 | 4 | 6 | 6  | 9  | 13 | -4   |
| 9    | Saliout Belgorod                  | 17  | 16 | 4 | 5 | 7  | 11 | 16 | -5   |
| 10   | Neftekhimik Nijnekamsk            | 17  | 16 | 4 | 5 | 7  | 18 | 25 | -7   |
| 11   | Rotor Volgograd                   | 15  | 16 | 3 | 6 | 7  | 11 | 14 | -3   |
| 12   | FK Khimki                         | 14  | 16 | 3 | 5 | 8  | 12 | 20 | -8   |
| 13   | Torpedo Moscou                    | 14  | 16 | 3 | 5 | 8  | 16 | 25 | -9   |
| 14   | Petrotrest Saint-Pétersbourg      | 11  | 16 | 3 | 2 | 11 | 10 | 24 | -14  |
| 15   | Chinnik Iaroslavl                 | 10  | 16 | 1 | 7 | 8  | 11 | 21 | -10  |
| 16   | Volgar Astrakhan                  | 8   | 16 | 1 | 5 | 10 | 12 | 25 | -13  |
| 17   | Metallourg-Kouzbass Novokouznetsk | 2   | 16 | 0 | 2 | 14 | 3  | 26 | -23  |

### Meilleurs buteurs
| Rang | Joueur                  | Club                                | Buts |
| ---- | ----------------------- | ----------------------------------- | ---- |
| 1    | Spartak Gogniev         | Oural Iekaterinbourg                | 17   |
| 2    | Igor Portniaguine       | Neftekhimik Nijnekamsk              | 16   |
| 3    | Andreï Miazine          | Petrotrest Saint-Pétersbourg        | 14   |
| 4    | Alekseï Medvedev        | Sibir Novossibirsk Spartak Naltchik | 12   |
| 5    | Aleksandr Dimidko (en)  | Tom Tomsk                           | 10   |
| 6    | Mikhaïl Markossov       | FK Oufa                             | 9    |
| 6    | Valeri Sorokine (en)    | Tom Tomsk                           | 9    |
| 6    | Aleksandr Stavpets (en) | Rotor Volgograd                     | 9    |
| 6    | Dmitri Syssouïev (en)   | Baltika Kaliningrad                 | 9    |